# Khan Shaykhun
Khan Shaykhun (tiếng Ả Rập: خان شيخون), đôi khi được đánh vần là Khan Sheikhoun hay Khan Shikhoun, là một thị trấn, và phó huyện, của huyện Maarrat al-Nu'man, nằm trong khu vực phía Nam tỉnh Idlib ở phía Tây Bắc Syria.
Khan Shaykhun có độ cao 350 mét. Thời điểm 2017, nó có dân số 48.975. Nó nằm trên xa lộ chính giữa Aleppo và Damascus. Nền kinh tế địa phương chủ yếu là nông nghiệp, tập trung vào trồng bông và ngũ cốc. Thị trấn này trước đây được biết đến với nghề thêu.

## Lịch sử
Khan Shaykhun lấy tên từ khan hay caravanserai ở thế kỉ 14 được xây dựng bởi vua Mamluk Sayf al-Din Shaykhu al-'Umari.

### Cuộc nội chiến Syria
Trong cuộc nội chiến Syria, ban đầu thành phố rơi vào tầm kiểm soát của phe đối lập Syria, và sau đó, năm 2014 do Jabhat al-Nusra kiểm soát. Deutsche Welle đã tường thuật: "Tỉnh Idlib, nơi có Khan Sheikhun, chủ yếu là do liên minh Tahrir al-Sham kiểm soát, vốn thống trị bởi Fateh al-Sham Front, trước đây gọi là al-Qaeda thuộc al-Nusra Front."
Vào ngày 4 tháng 4 năm 2017, thành phố bị không kích nặng nề bằng vũ khí hóa học. 86 người thiệt mạng.